# Armilární sféra

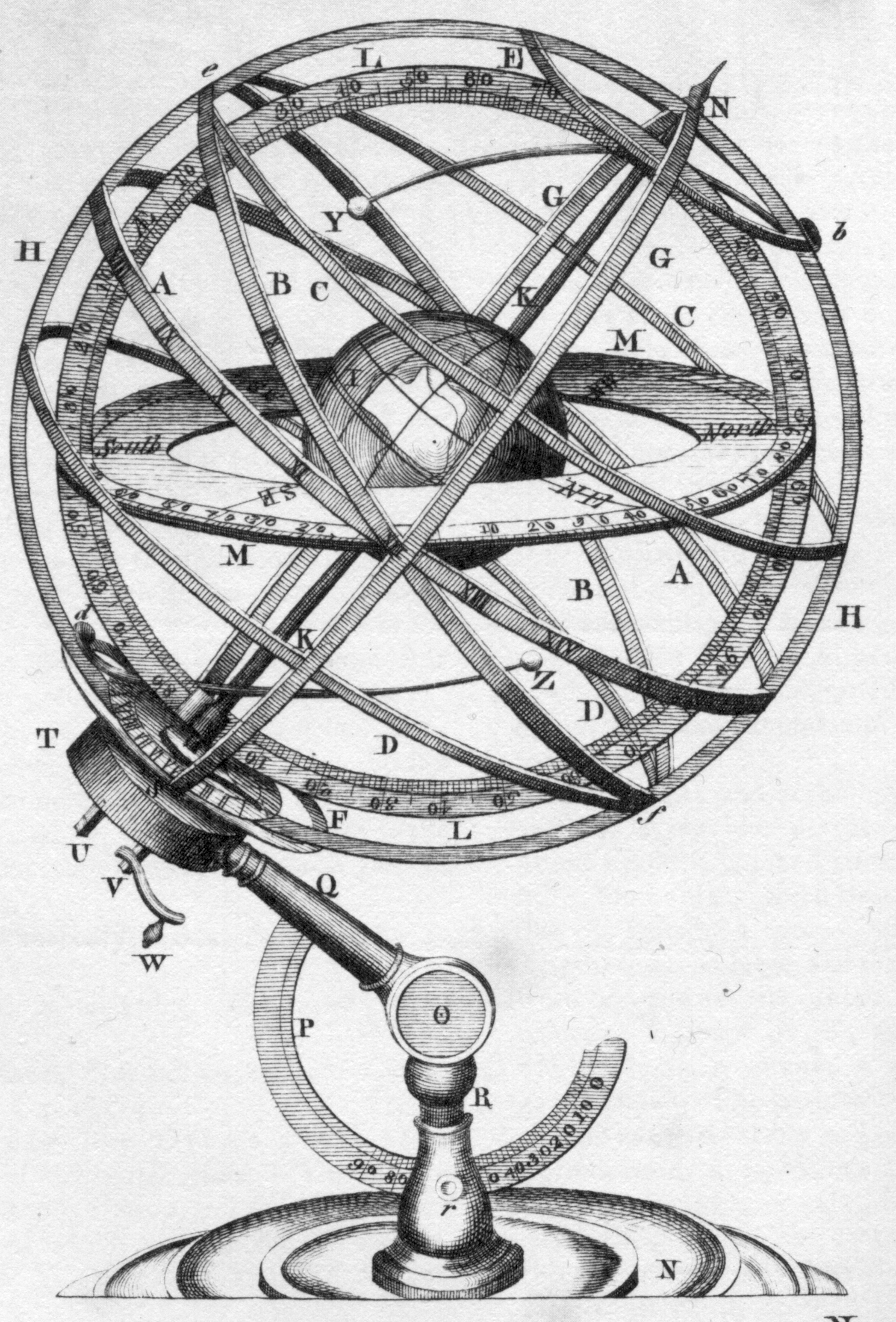
Náčrt armilární sféry

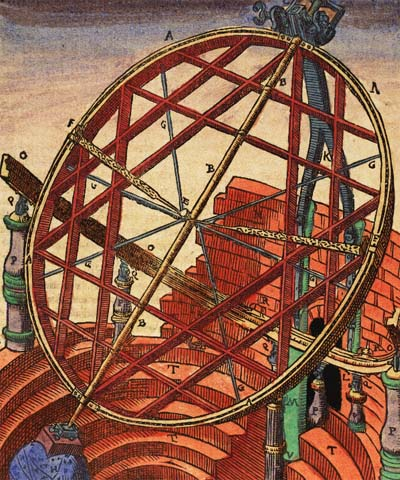
Tychonova velká armilární sféra

Armilární sféra je historický astronomický přístroj, který dříve astronomové a astrologové používali pro měření a předpovídání poloh hvězd a planet na obloze a určování času. Hlavní část má kulový tvar a je složena především z otáčivých kruhů, některých cejchovaných, které modelují myšlené nebeské objekty jako dráhy planet a ekliptiku. Byla zkonstruována patrně nezávisle ve starověké Číně a antickém Řecku. Byla pak používána v Evropě ve středověku i začátkem novověku i v islámském světě.
Velká armilární sféra, kterou používal Tycho Brahe na své observatoři Stjerneborg, byla nejpřesnějším přístrojem k měření polohy nebeských těles před vynálezem dalekohledu. Umožňovala měření s přesností cca 30 úhlových vteřin.
Astroláb lze považovat za její zjednodušenou plochou variantu.

## Symbolika
Armilární sféra je symbolem navigace. Je zobrazena na portugalské vlajce i znaku, kde je oslavou Jindřicha Mořeplavce, který inicioval zámořské plavby, které z Portugalska učinily kdysi koloniální impérium. Dříve byl zobrazen i na vlajce a znaku Portugalské východní Afriky (dnes Mosambik).

Portugalská vlajka Poměr stran: 2:3
Portugalský státní znak
Schválená ale nezavedená mosambická vlajka (1967) Poměr stran: 2:3
Znak Portugalské východní Afriky (1935–1951)

## Poznámka
Do Centra stavitelského dědictví v Plasích byl zapůjčen ze sbírek Národního technického muzea (kam se dostal po druhé světové válce na základě rozhodnutí národní kulturní komise) k vystavení unikátní astronomický přístroj (symbol renesanční vědy) z časů císaře Rudolfa II. Tato armilární sféra (jediná z té doby, jenž se v Česku dochovala) je vyrobená ze zlacené mosazi, váží tři kilogramy, má průměr 220 milimetrů a byla vyrobena v nějaké přední renesanční dílně v letech 1560 až 1580. Přístroj sloužil k výuce i jako měřicí a pozorovací pomůcka. Ve středu pomůcky se nachází Země coby malý zemský globus (poplatný znalostem poloviny 16. století: americký kontinent obsahuje poznámku "terra inkognita" (neznámá země) a Austrálie zcela chybí – byla objevena až v 17. a 18. století) kolem ní se točí Slunce, Měsíc i hvězdy.